# Список публікацій про Сліпака Василя Ярославовича
Далі наводиться список публікацій про українського оперного співака Василя Сліпака.

## Періодика України
- Коренькова В. «Киев Музик Фест'94»: сюрпризы, неожиданности, подарки, открытия / Вия Коренькова // Зеркало недели. — 1994. — 8 октября.  [Архівовано 4 грудня 2020 у Wayback Machine.](рос.)
- Білосвєтова І. Маленькі відкриття камерного концерту / Ірина Білосвєтова // Україна молода. — 1994. — 21 жовтня.  [Архівовано 4 листопада 2016 у Wayback Machine.]
- Берегова О. «Київ Музик Фест‘94»: злива подій! / Олена Берегова // Хрещатик. — 1994. — 11 жовтня. [Архівовано 13 квітня 2017 у Wayback Machine.]
- Сикорская И. Пятый «Фест» — это событие / Ирина Сикорская // Правда Украины. — 1994. — 20 октября.  [Архівовано 4 грудня 2020 у Wayback Machine.](рос.)
- Сікорська І. «Київ Музик Фест'94» очима зарубіжжя / Ірина Сікорська // Вечірній Київ. — 1994. — 21 жовтня.  [Архівовано 13 квітня 2017 у Wayback Machine.]
- Загайкевич М. «Київ Музик Фест'94»: здобутки і втрати / Марія Загайкевич // Культура і життя. — 1994. — 5 листопада. № 41.  [Архівовано 13 квітня 2017 у Wayback Machine.]
- Чекан Ю. Праздник музыки / Юрий Чекан // «Business Украина». — 1994. — № 44-45.  [Архівовано 4 грудня 2020 у Wayback Machine.](рос.)
- Berehova О. Art festival of international importance / Olena Berehova // «News from Ukraine». — 1994. — № 41-42  [Архівовано 13 квітня 2017 у Wayback Machine.](англ.)
- Чекан Ю. «Київ Музик Фест'94» / Юрій Чекан // Музика. — 1995. — № 1. [Архівовано 4 жовтня 2017 у Wayback Machine.]
- Доманська Г. «Живе вокальне чудо…» / Галина Доманська // За вільну Україну. — 1995. — 20 травня. (Примірник у Львівській національній науковій бібліотеці України імені В. Стефаника, у науковому відділі періодичних видань ім. Мар'яна та Іванни Коців. Шифр Г-2736).
- Potoczniak A. Chamber Music in Lviv / Antony Potoczniak // The Ukrainian Arts Monitor. — 1995. Volume 1, First! Issue. 07 July 1995.(англ.)
- Чекан Ю. Дон Жуан, который из Коломыи / Юрий Чекан // Правда Украины. — 1995. — 21 декабря. № 149 (15694) [Архівовано 13 червня 2021 у Wayback Machine.](рос.)
- Гречка П. Опера «Дідона та Еней» / Павло Гречка // Український Мистецький Монітор. — 1995. Том 1, Випуск 17. — 25 грудня.
- Hrechka Р. Opera «Dido and Aeneas» / Pavlo Hrechka // The Ukrainian Arts Monitor. — Volume 1, Issue 17. 25 December 1995.(англ.)
- Строй І. «Василь Сліпак зачаровує французьких слухачів» / Ірина Строй // Post-Поступ. — 1996. — 26 січня — 02 лютого. № 3 (200). — С. В.4. (Примірник у Львівській національній науковій бібліотеці України імені В. Стефаника, у науковому відділі періодичних видань ім. Мар'яна та Іванни Коців. Шифр Г-2844).
- Курсанова М. Василь Сліпак пророчить революцію в українському мистецтві двома голосами: янгола та демона / Марина Курсанова // Експрес (недільний). — 1996. — лютий, № 6 (23). С.11. (Примірник у Львівській національній науковій бібліотеці України імені В. Стефаника, у науковому відділі періодичних видань ім. Мар'яна та Іванни Коців. Шифр Г-3066).
- Поточняк А. Сьомий міжнародний фестиваль «Віртуози» / Антоній Поточняк // Український Мистецький Монітор. — 1996. Том 2, Випуск 6. — 07 травня.
- Potoczniak А. The Seventh International Festival «Virtuosi» / Antony Potoczniak // The Ukrainian Arts Monitor. — Volume 2, Issue 6. 07 May 1996.(англ.)
- Грабовський В. Українська нота у Польщі / Володимир Грабовський // УКРАЇНСЬКА МУЗИЧНА ГАЗЕТА. — 1997. № 1 (23). С.8. (Примірник у Львівській національній науковій бібліотеці України імені В. Стефаника, у науковому відділі періодичних видань ім. Мар'яна та Іванни Коців. Шифр Г-3219).
- Грабовський В. Українська нота у Кракові / Володимир Грабовський // Культура і життя. — 1998. № 14. (Примірник у Львівській національній науковій бібліотеці України імені В. Стефаника, у науковому відділі періодичних видань ім. Мар'яна та Іванни Коців. Шифр Г-2195).
- «Леополіс» захоплює Париж. — 2004. — 27 травня. Передрук статті з газети «Високий Замок». [Архівовано 26 березня 2022 у Wayback Machine.]
- Скаврон Б. Королева опери родом зі Станіславова / Богдан Скаврон // Галицький кореспондент. — 2010. — 04 березня. [Архівовано 11 вересня 2017 у Wayback Machine.]
- 300 гемм за 40 лет // 2000 Общественно-политический еженедельник. — 2011. — 28 октября — 3 ноября. — № 43 (579). [Архівовано 28 серпня 2017 у Wayback Machine.]
- Вілінська Я. Оперний співак із Парижа став добровольцем на Сході / Ярина Вілінська // Vidia. — 2015. — 24 червня. [Архівовано 29 грудня 2019 у Wayback Machine.]
- У Франції скасували «Крым. Путь на Родину» // Кримська світлиця. — 2015. — 18 грудня. — С.5. [Архівовано 2 листопада 2021 у Wayback Machine.]
- Гладка К. Із Парижа з любов'ю. Як український оперний співак став воїном / Катерина Гладка // Українська правда. — 2016. — 15 березня. [Архівовано 20 квітня 2021 у Wayback Machine.]
- Украинский оперный певец из Франции стал воином и волонтёром в зоне АТО // Букви. — 2016. — 15 марта. [Архівовано 8 червня 2020 у Wayback Machine.](рос.)
- Барская Н. Казак Василь идет на войну / Наталья Барская // МИР. — 2016. — 23 июня. [Архівовано 29 серпня 2016 у Wayback Machine.](рос.)
- Лазарева А. Там, де нас нема. / Алла Лазарева // Тиждень.ua. — 2016. — 29 червня. [Архівовано 24 лютого 2022 у Wayback Machine.]
- Коваленко О. В АТО загинув відомий український оперний співак / Оксана Коваленко // Українська правда. — 2016. — 29 червня. [Архівовано 30 червня 2016 у Wayback Machine.]
- Калениченко О. На Востоке Украины погиб солист французской оперы / Ольга Калениченко // Настоящее время. — 2016. — 29 июня. [Архівовано 15 серпня 2020 у Wayback Machine.](рос.)
- Дичко Х. Велетень духу / Христина Дичко // Культура і життя. — 2016. — 30 червня.
- Дичко Х. Велетень духу / Христина Дичко // Українське слово. Літаври. — 2016. — липень-серпень. — № 7-8/ C.7. [Архівовано 5 вересня 2017 у Wayback Machine.]
- Омелян В. Вічна Пам'ять, Брате! / Володимир Омелян // Українська правда. — 2016. — 30 червня. [Архівовано 19 листопада 2016 у Wayback Machine.]
- Пішов із життя Василь Сліпак, оперний співак, який вирушив до України воювати / Філіп де Лара // Народний оглядач. Портал світоглядних новин SD.ORG.UA. Блоґ Світлана Вакуленко. — 2016. — 02 липня. Переклад: Світлана Вакуленко. Переклад статті: Par Philippe de Lara. Wassyl Slipak, chanteur d'Opéra parti combattre en Ukraine, est décédé // Liberation. — 2016. — le 30 Juin. [Архівовано 12 червня 2018 у Wayback Machine.]
- На Донбасі загинув оперний співак-доброволець Василь Сліпак // Рідне Прибужжя. Україна. — 2016. — 30 червня. [Архівовано 25 лютого 2017 у Wayback Machine.]
- На фронті загинув Василь Сліпак // За вільну Україну-плюс. — 2016. — 30 червня. [Архівовано 22 березня 2022 у Wayback Machine.]
- Кізлова О. Помирав на оперній сцені, загинув від кулі в АТО / Ольга Кізлова // Дзеркало тижня. Україна. — 2016. — 01 липня. [Архівовано 27 квітня 2017 у Wayback Machine.]
- Пепа В. Злочин проти майбутнього / Вадим Пепа // Слово Просвіти. — 2016. — 01 липня. [Архівовано 28 вересня 2020 у Wayback Machine.]
- Корженко С. Между оперными представлениями Василий Слипак воевал на Донбассе / Светлана Корженко // Gazeta.ua — 2016. — 01 июля. [Архівовано 25 березня 2022 у Wayback Machine.](рос.)
- Ведмідь М. Відомий співак загинув на Донбасі / Михайло Ведмідь // Сільські вісті.ua — 2016. — 01 липня. [Архівовано 27 січня 2020 у Wayback Machine.]
- Елейко Т. У цій війні виросло нове покоління україноненависників / Елейко Тарас // Gazeta.ua — 2016. — 01 липня. [Архівовано 20 грудня 2016 у Wayback Machine.]
- Копанева Е. «Василь Слипак любил парижскую оперу, но еще больше любил Украину — вот и поехал ее защищать» / Екатерина Копанева // Факты. — 2016. — 01 июля. [Архівовано 6 серпня 2018 у Wayback Machine.](рос.)
- Антоненко А. Оперного співака і патріота Василя Сліпака поховають 1 липня на Личаківському кладовищі у Львові / Аліса Антоненко // День. — 2016. — 01 липня. [Архівовано 11 вересня 2017 у Wayback Machine.]
- Мельник О. Останні аплодисменти Василеві Сліпаку / Оксана Мельник // Урядовий кур'єр. — 2016. — 05 липня. [Архівовано 21 лютого 2022 у Wayback Machine.]
- Сагаль О. На Донбасі урвалася арія великого співака, бійця-добровольця Василя Сліпака / Ольга Сагаль // НОВА Тернопільська газета. — 2016. — 06 липня. [Архівовано 26 вересня 2017 у Wayback Machine.]
- Рибаченко В. Міф про українського «Міфа» / Віктор Рибаченко // Час і Події. — 2016. — 07 липня. [Архівовано 28 серпня 2017 у Wayback Machine.]
- Дубленич Ю. Дякуємо тобі, Васильку! / Юрій Дубленич // За вільну Україну. — 2016. — 07 липня. — С.1,12. [Архівовано 22 березня 2022 у Wayback Machine.]
- Василь Сліпак підкорив світ і загинув за Україну // Волинські новини. — 2016. — 07 липня. — С.19. [Архівовано 7 січня 2017 у Wayback Machine.]
- Пастернак Н. Смерть, що промовляє / Надія Пастернак // Культура і життя. — 2016. — 08 липня.— № 28.— С.5  [Архівовано 17 листопада 2016 у Wayback Machine.]
- Юркова О. «Бачу Україну успішною державою, якщо почуємо самих себе», — Василь Сліпак, 41 рік, оперний співак, боєць Добровольчого українського корпусу «Правого сектора» на позивний «Міф». За матеріалами інтерв'ю Василя Сліпака / Ольга Юркова // Країна. — 2016. — 13 липня. [Архівовано 22 листопада 2018 у Wayback Machine.]
- Забарило Є. Культурна ліквідація — це нова лінія гібридної терористичної агресії / Євген Забарило // Новий ПІК. — 2016. — 14 липня. [Архівовано 26 жовтня 2020 у Wayback Machine.]
- Владимирський О. Арії, факели і лампади / Олег Владимирський // Чорноморські новини. — 2016. — 14 липня.
- Бахарева Т. Анна Чесановская: «Василь Слипак мечтал вернуться на родину, купить домик в селе и заниматься огородом» / Таисия Бахарева // Факты. — 2016. — 05 августа. [Архівовано 14 лютого 2021 у Wayback Machine.](рос.)
- Пацера М. Француженка гратиме на скрипці для українських воїнів / Микола Пацера // Вечірній Київ. — 2016. — 11 серпня. — № 32 (19214) [Архівовано 9 вересня 2018 у Wayback Machine.]
- Яновська Л. Той дощ під донецькою парасолькою / Людмила Яновська // Урядовий кур'єр. — 2016. — 23 серпня. [Архівовано 11 лютого 2017 у Wayback Machine.]
- Россия–Украина: Последняя опера Василия Слипака // 20 khvylyn.ua. — 2016. — 19 сентября. Переклад статті: Nexon M. Russie-Ukraine: le dernier opéra de Wassyl Slipak / Marc Nexon // Le Point. — 2016. — le 8 septembre. [Архівовано 28 серпня 2017 у Wayback Machine.](рос.)
- «Добровольці цю війну могли б перемогти. Їм просто не дали». Вибрані цитати з останнього інтерв'ю Василя Сліпака білоруському каналу Белсат.tv // За вільну Україну Плюс. — 2016. — 22 вересня. — С.1. [Архівовано 22 березня 2022 у Wayback Machine.]
- Кущ П. Аншлаг на концерті пам'яті Василя Сліпака / Павло Кущ // Урядовий кур'єр. — 2016. — 05 жовтня.  [Архівовано 3 березня 2022 у Wayback Machine.]
- Карась Г. Недоспівана пісня / Ганна Карась // Музика. — 2016. — № 4. С. 36-39.[1]
- Середа Ю. Видатні українці. Гордість нації / Юлія Середа // Закон і обов'язок. — 2016. — 14 жовтня. — С.5. [Архівовано 7 січня 2017 у Wayback Machine.]
- У Львові відкрили меморіальну дошку на честь загиблого Василя Сліпака // Високий Замок. — 2016. — 15 жовтня. [Архівовано 30 вересня 2017 у Wayback Machine.]
- Мер Львова просить Президента України присвоїти «Героя України» Василю Сліпаку // Високий Замок. — 2016. — 19 жовтня. [Архівовано 22 листопада 2018 у Wayback Machine.]
- У Парижі вшанували пам'ять українського оперного співака Сліпака // День. — 2016. — 16 листопада. [Архівовано 24 лютого 2022 у Wayback Machine.]
- Шевченко В. «Нам прямо в окопі співав сам Василь Сліпак» / Віктор Шевченко // Народна армія.. — 2016. — 01 грудня.
- Козирєва Т. У Львові відбудеться вечір пам'яті воїнів Світла / Тетяна Козирєва // День. — 2016. — 04 грудня. [Архівовано 6 березня 2022 у Wayback Machine.]
- Балаев А. Пам'яті Василя Сліпака, артиста і солдата / Артур Балаєв // Преса України. — 2016. — 05 грудня. [Архівовано 28 жовтня 2018 у Wayback Machine.](рос.)
- Мухіна Ю. Відбувся концерт пам'яті Василя Сліпака (ФОТО) / Юлія мухіна // Наше місто. — 2016. — 07 грудня. [Архівовано 12 листопада 2017 у Wayback Machine.]
- У Львівській філармонії вшанують пам'ять загиблого воїна-співака Василя Сліпака // Львівський портал. — 2016. — 07 грудня. [Архівовано 26 квітня 2020 у Wayback Machine.]
- Крижанівська М. «Він був солістом Паризької опери, але кинув усе і пішов на війну» / Марічка Крижанівська // ZAXID.NET. — 2016. — 08 грудня. [Архівовано 20 грудня 2016 у Wayback Machine.]
- Концерт пам'яті Василя Сліпака: вшановувати дух, а не лише трагедії // Ьd-eksperiment. — 2016. — 08 грудня. [Архівовано 8 листопада 2020 у Wayback Machine.]
- Ільїна М. «Вшановуємо його дух, а не лише згадуємо трагедію» / Марічка Ільїна // Львівська пошта. — 2016. — 10 грудня. — № 143 (1902). [Архівовано 30 серпня 2017 у Wayback Machine.]
- Пам'ять про співака Василя Сліпака 14 грудня вшанують концертом // Урядовий кур'єр. — 2016. — 12 грудня. [Архівовано 25 лютого 2022 у Wayback Machine.]
- Пам'яті Василя Сліпака // Високий Замок. — 2016. — 20 грудня. [Архівовано 22 грудня 2016 у Wayback Machine.]
- Цього дня 1974 року народився український оперний співак Василь Сліпак // День. — 2016. — 20 грудня.
- «Роздаровував усі свої речі» — Василеві Сліпаку сьогодні могло виповнитися 42 роки // Gazeta.ua. — 2016. — 20 грудня. [Архівовано 24 лютого 2022 у Wayback Machine.]
- Гумницька Н. У Львові відбувся вечір-присвята Василю Сліпаку, який загинув на Донбасі… / Наталія Гумницька // День. — 2016. — 20 грудня. [Архівовано 11 вересня 2017 у Wayback Machine.]
- 20 грудня. Пам'ятні дати // Голос України. — 2016. — 20 грудня. [Архівовано 21 грудня 2016 у Wayback Machine.]
- Яценко Н. Політехніка барвиста, розмаїта: в Університеті відбулися виставки «Моя Політехніка» і робіт викладачів ІАРХ / Наталя Яценко // Аудиторія. — 2016. — 20 грудня. [Архівовано 20 січня 2022 у Wayback Machine.]
- Купчик Л. У променях духовної поезії / Лідія Купчик // Нація і держава. — 2016. — грудень. № 12. С.13. [Архівовано 15 червня 2021 у Wayback Machine.]
- Гладка К. Історія одного голосу / Катерина Гладка // Бурлеск. — 2017. — січень. — № 1. — с. 56 — 65.
- Поліщук Т. «Остання кавалькада» Василя Сліпака / Тетяна Поліщук // День. — 2017. — 8 лютого. [Архівовано 20 вересня 2017 у Wayback Machine.]
- Polishcuk T. The Last Cavalcade for Vasyl Slipak / Tetiana Polishcuk // The Day. — 2017. — 9 February. [Архівовано 19 листопада 2020 у Wayback Machine.](англ.)
- Пам'яті Василя Сліпака // Музика. — 2017. — 10 лютого. [Архівовано 21 грудня 2019 у Wayback Machine.]
- У Києві представили «Останню кавалькаду» в пам'ять про Василя Сліпака // Україна молода. — 2017. — 10 лютого. [Архівовано 12 лютого 2019 у Wayback Machine.]
- Французький композитор написав твір загиблому бійцю АТО // Gazeta.ua. — 2017. — 12 лютого. [Архівовано 24 лютого 2022 у Wayback Machine.]
- Французский дирижер мемориальным произведением почтил память Василия Слипака // Украинформ. Мультимедийная платформа иновещания Украины. — 2017. — 12 февраля. [Архівовано 26 лютого 2017 у Wayback Machine.]
- Кіртока В. Режисер Леонід Кантер: «Не переказати історію Василя Сліпака, який прожив коротке, але неймовірно яскраве життя, було б злочином» / Віолетта Кіртока // Цензор. НЕТ. — 2017. — 13 лютого. [Архівовано 11 червня 2019 у Wayback Machine.]
- У червні у Львові відбудеться Відкритий Міжнародний музичний маратон пам'яті Василя Сліпака (ФОТО, ВІДЕО) // 032.ua. — 2017. — 13 лютого. [Архівовано 3 жовтня 2017 у Wayback Machine.]
- Пам'ять Василя Сліпака у Львові вшанують міжнародним музичним марафоном (програма) // Львівська Газета. — 2017. — 13 лютого.
- Сенишин О. У Львові відбудеться музичний маратон пам'яті Василя Сліпака / Оксана Сенишин // Zaxid.net. — 2017. — 13 лютого. [Архівовано 19 лютого 2017 у Wayback Machine.]
- У пам'ять про Василя Сліпака готують міжнародний музичний марафон // Zik.ua. — 2017. — 13 лютого. [Архівовано 27 серпня 2017 у Wayback Machine.]
- У Львові відбудеться музичний марафон пам'яті Василя Сліпака // Leopolis.news. — 2017. — 13лютого.
- Амосов Ю. НИКОЛАС КРАУЗЕ: «ОСТАЮТСЯ ТАКИЕ, КАК THE BEATLES» / Юрий амосов // L'Officiel Україна. — 2017. — 13 февраля.(рос.)
- Сулима М. Голосові дива у різних ролях / Марія Сулима // Україна молода. — 2017. — 14 лютого. [Архівовано 5 липня 2017 у Wayback Machine.]
- У Львові відбудеться Відкритий Міжнародний музичний маратон пам'яті Василя Сліпака // Високий Замок. — 2017. — 14 лютого. [Архівовано 30 вересня 2017 у Wayback Machine.]
- Василю Сліпаку надано звання Герой України посмертно // Україна молода. — 2017. — 20 лютого. [Архівовано 15 серпня 2020 у Wayback Machine.]
- Paris Opera singer, Ukrainian Wassyl Slipak awarded Hero of Ukraine title posthumously // Censor.NET. — 2017. — 20 February. [Архівовано 5 травня 2017 у Wayback Machine.](англ.)
- Le président a attribué le titre de Héros de l'Ukraine à titre posthume à Wassyl Slipak // Ukrinform. — 2017. — 20 février. [Архівовано 22 лютого 2017 у Wayback Machine.](фр.)
- Гладка К. Диригент Ніколас Кроз — помічник музикантів і друг Василя Сліпака / Катерина Гладка // Українська правда. — 2017. — 23 лютого. [Архівовано 26 квітня 2017 у Wayback Machine.]
- Президент присвоїв звання Герой України загиблому учаснику АТО Василю Сліпаку // Кримська світлиця. — 2017. — 24 лютого. [Архівовано 10 вересня 2017 у Wayback Machine.]
- Голинська О. «Він любив Україну понад усе» / Ольга Голинська // День. — 2017. — 03 березня. [Архівовано 13 травня 2017 у Wayback Machine.]
- Holynska О. «He loved Ukraine above all» / Olha Holynska // The Day. — 2017. — 07 March.(англ.)
- Поліщук Т. Великий зал консерваторії назвуть ім'ям Василя Сліпака / Тетяна Поліщук // День. — 2017. — 13 квітня.  [Архівовано 22 листопада 2018 у Wayback Machine.]
- Голинська О. Брат за брата / Ольга Голинська // День. — 2017. — 20 квітня. — С. 22—23.  [Архівовано 14 березня 2021 у Wayback Machine.] [Архівовано 22 квітня 2017 у Wayback Machine.]
- Holynska О. Brother about brother / Olha Holynska // The Day. — 2017. — 27 April. [Архівовано 16 травня 2017 у Wayback Machine.](англ.)
- Агрест-Короткова С. Нова музика. Пам'ять. Одеса / Світлана Агрест-Короткова // День. — 2017. — 27 квітня. [Архівовано 20 вересня 2017 у Wayback Machine.]
- Лук'янчук Г. «Духовність єднає Україну» / Георгій Лук'янчук // Слово Просвіти. — 2017. — 11-17 травня. — С. 14.  [Архівовано 18 листопада 2021 у Wayback Machine.]
- Козирєва Т. Присвята «Міфу» / Тетяна Козирєва // День. — 2017. — 26 червня. [Архівовано 6 березня 2022 у Wayback Machine.]
- Починайко М. Будьмо достойні ходити по землі / Марта Починайко // Українська літературна газета. — 2017. — 27 червня. [Архівовано 22 вересня 2020 у Wayback Machine.]
- Лазарева А. Пам'яті Друга / Алла Лазарева // Тиждень.ua. — 2017. — 29 червня. [Архівовано 20 грудня 2021 у Wayback Machine.]
- Ворожбит О. Безсмертний П'єро. У Львові відбувся музичний марафон пам'яті Василя Сліпака / Ольга Ворожбит // Тиждень.ua. — 2017. — 02 липня. [Архівовано 5 липня 2017 у Wayback Machine.]
- Сулима М. У Львові показали стрічку про загиблого в АТО оперного співака Василя Сліпака / Марія Сулима // Україна молода. — 2017. — 4 липня. [Архівовано 15 лютого 2019 у Wayback Machine.]
- Козирєва Т. Музика любові й миру / Тетяна Козирєва // День. — 2017. — 5 липня. [Архівовано 15 лютого 2018 у Wayback Machine.]
- Фішер Т. Три дні під знаком Василя Сліпака / Тетяна Фішер // Збруч. — 2017. — 12 липня. [Архівовано 3 жовтня 2017 у Wayback Machine.]
- Гумницька Н. Василь Сліпак. Ключ до феномену митця, героя, лицаря / Наталя Гумницька // Слово Просвіти. — 2017. — 13-19 липня. С.12. [Архівовано 18 листопада 2021 у Wayback Machine.]
- Тарасова Є. У головній ролі — МІФ / Єлизавета Тарасова // Культура і життя. — 2017. — 14 липня.(Примірник у Львівській національній науковій бібліотеці України імені В. Стефаника, у науковому відділі періодичних видань ім. Мар'яна та Іванни Коців. Шифр Г-2195) [Архівовано 17 вересня 2017 у Wayback Machine.]
- Тарасова Є. Життя як вогняна зірка / Єлизавета Тарасова // Культура і життя. — 2017. — 21 липня.(Примірник у Львівській національній науковій бібліотеці України імені В. Стефаника, у науковому відділі періодичних видань ім. Мар'яна та Іванни Коців. Шифр Г-2195) [Архівовано 17 вересня 2017 у Wayback Machine.]
- Солодка Е. Віра і світло / Еліза Солодка // Культура і життя. — 2017. — 21 липня.(Примірник у Львівській національній науковій бібліотеці України імені В. Стефаника, у науковому відділі періодичних видань ім. Мар'яна та Іванни Коців. Шифр Г-2195) [Архівовано 17 вересня 2017 у Wayback Machine.]
- Антоненко А. У Києві з'явився Арт-сквер імені Василя Сліпака / Аліса Антоненко // День. — 2017. — 16 вересня. [Архівовано 21 жовтня 2018 у Wayback Machine.]
- Бурлакова В. Леонід Кантер: «Василь Сліпак кричав. Але його не чули» / Валерія Бурлакова // Тиждень.ua. — 2018. — 26 січня. [Архівовано 9 листопада 2020 у Wayback Machine.]
- Лазарева А. Паризька барикада України / Алла Лазарева // Тиждень.ua. — 2018. — 01 лютого. [Архівовано 18 жовтня 2018 у Wayback Machine.]
- Плахта Д. Справжній «Міф» / Дмитро Плахта // День. — 2018. — 07 лютого. [Архівовано 12 травня 2021 у Wayback Machine.]
- Бурлакова В. Фільм «Міф»: відлуння неіснуючого голосу / Валерія Бурлакова // Тиждень.ua. — 2018. — 07 лютого. [Архівовано 19 січня 2021 у Wayback Machine.]
- Крапивенко Д. Прощання з Міфом / Дмитро Крапивенко // Тиждень.ua. — 2018. — 09 лютого. [Архівовано 9 вересня 2018 у Wayback Machine.]
- Шот М. «Міф» виходив на біс, обгорнутий синьо-жовтим стягом / Микола Шот // Урядовий кур'єр. — 2018. — 10 лютого. — С.8. [Архівовано 31 січня 2022 у Wayback Machine.]
- Гумницька Н. Василь Сліпак — міф i реальність / Наталія Гумницька // Слово Просвіти. — 2018. — 12 лютого. [Архівовано 9 серпня 2020 у Wayback Machine.]
- Лазарева А. Парижани згадують про Василя Сліпака в день його народження / Алла Лазарева // Тиждень. — 2020. — 20 грудня. [Архівовано 20 грудня 2020 у Wayback Machine.]

## Періодика Французької Республіки
- Carte blanche à Wassyl Slipak // Le bien public. — 2011. — le 07 mars. [Архівовано 9 вересня 2018 у Wayback Machine.]
- Une fée pour l'Opéra au cinéma // L'yonne republicaine. — 2011. — le 08 avril.[2]
- Truchon I. Très amusantes, ces Drôles de Noces de Figaro! / Isabelle Truchon // Le bien public. — 2011. — le 08 juillet. [Архівовано 24 листопада 2018 у Wayback Machine.]
- Figaro, sa troupe… et ses drôles de Noces… // Le bien public. — 2011. — le 21 juillet. [Архівовано 29 серпня 2017 у Wayback Machine.]
- Les Noces de Figaro par les artistes de la Blivet School // Le bien public. — 2011. — le 14 décembre.[3]
- Brun D. Verdi enchante la salle des pas perdus / Daniel Brun // Centre Presse (Vienne). — 2012. — le 17 octobre. [Архівовано 15 лютого 2021 у Wayback Machine.]
- Salerno M. Un Don Giovanni galvanisant / Marie Salerno // LOISIRS. — 2012. — le 19 novembre. [Архівовано 9 вересня 2018 у Wayback Machine.]
- Scholler C. Don Giovanni, les premiers pas de metteur en scéne du chanteur Sébastien Lemoine / Catherine Scholler // ResMusica. — 2012. — le 21 novembre. [Архівовано 11 квітня 2021 у Wayback Machine.]
- Dominique Magloire en guest star des Rencontres Musicales en Loire // Le Progres. — 2013. — le 11 avril. [Архівовано 9 вересня 2018 у Wayback Machine.]
- Rigoletto // Le Parisien. — 2013. — le 13 mai. [Архівовано 21 вересня 2017 у Wayback Machine.]
- Par Maurice Salles. Die Zauberflöte — Toulon / Par Maurice Salles // Forumopera.com. — 2013. — le 21 mai. [Архівовано 17 травня 2021 у Wayback Machine.]
- Verdi, deux cents ans et pas une ride // Le bien public. — 2013. — le 12 juillet. [Архівовано 29 серпня 2017 у Wayback Machine.]
- Verdi, deux cents ans et pas une ride // Le Journal. — 2013. — le 18 juillet. [Архівовано 30 жовтня 2017 у Wayback Machine.]
- Semur-en-Auxois: véritable gala // Le bien public. — 2013. — le 24 juillet. [Архівовано 29 серпня 2017 у Wayback Machine.]
- Rencontres Musicales en Loire: sous le singe d'une biennale d'exception // Le Progres. — 2013. — le 13 septembre. — page 47.[4]
- Serrou B. Dans «L'Empereur d'Atlantis», Louise Moaty lie la musique et la mort / Brund Serrou // La Croix. — 2014. — le 24 janvier. [Архівовано 14 лютого 2021 у Wayback Machine.]
- Venturini Ph. Un saisissant opéra funèbre au théâtre de l'Athénée / Philippe Venturini // Les Échos. — 2014. — le 27 janvier.
- Dahan E. Nouvelle production de l'opéra composé en 1943 par Viktor Ullmann dans le camp de concentration / Eric Dahan // Liberation. — 2014. — le 29 janvier. [Архівовано 4 лютого 2020 у Wayback Machine.]
- Sanial A. Mistral: «Le combat est loin d'être terminé» pour les opposants à la vente / Amandine Sanial // L'express. — 2014. — le 5 septembre. [Архівовано 1 жовтня 2020 у Wayback Machine.]
- Robert J.-P. Viktor ULLMANN: Der Kaiser von Atlantis / Jean-Pierre Robert // Léducation musicale. Lettre d'Information. — 2015. — n°97. — Novembre 2015. [Архівовано 22 жовтня 2020 у Wayback Machine.]
- Bracq T. Der Kaiser von Atlantis — Nantes / Tania Bracq // Forumopera.com. — 2015. — le 07 novembre. [Архівовано 28 жовтня 2020 у Wayback Machine.]
- Bury L. La Petite Renarde rusée — Nanterre / Laurent Bury // Forumopera.com. — 2016. — le 16 janvier. [Архівовано 10 серпня 2020 у Wayback Machine.]
- Hilleriteau T. Ruse et virtuosite pour «La Petite Renarde» / Thierry Hilleriteau // Le Figaro. — 2016. — le 11 fevrier. [Архівовано 8 січня 2017 у Wayback Machine.]
- Bury L. Der Kaiser von Atlantis / Laurent Bury // Forumopera.com. — 2015. — le 16 avril. [Архівовано 26 лютого 2021 у Wayback Machine.]
- Doukhan C. «la Petite Renarde rusée», de Leoš Janáček, les Quinconces, Le Mans / Céline Doukhan // Les Trois Coups.com. — 2016. — le 3 mai. [Архівовано 21 вересня 2020 у Wayback Machine.]
- Grua B. Wassyl Slipak, le talent immolé dans une guerre oubliée / Bernard Grua // MAINTIEN DES SANCTIONS. PARLEMENT. — 2016. — le 29 juin.  [Архівовано 27 вересня 2020 у Wayback Machine.]
- Le baryton-basse Wassyl Slipak tué sur le front en Ukraine // France musique. — 2016. — le 29 juin. [Архівовано 29 червня 2016 у Archive.is]
- Par Philippe de Lara. Wassyl Slipak, chanteur d'Opéra parti combattre en Ukraine, est décédé // Liberation. — 2016. — le 29 juin. [Архівовано 3 липня 2017 у Wayback Machine.]
- Mort au front du chanteur lyrique Wassyl Slipak // Contre-info.com. — 2016. — le 29 juin. [Архівовано 27 серпня 2017 у Wayback Machine.]
- Le chanteur d'opéra franco-ukrainien Wassyl Slipak est tombé au front ce matin // PanDoktor. scythica. — 2016. — le 29 juin.
- Musicien à l'opéra national de Paris, il meurt sur le front en Ukraine // Liberation. — 2016. — le 29 juin. [Архівовано 14 вересня 2016 у Wayback Machine.]
- Ukraine: un chanteur d'opéra volontaire contre les rebelles prorusses tué dans l'Est // Lorient LE JOUR. — 2016. — le 29 juin. [Архівовано 26 вересня 2017 у Wayback Machine.]
- Ukraine: Le chanteur d'opéra engagé contre les rebelles prorusses a été abattu // 20 minutes (France) — 2016. — le 29 juin. [Архівовано 29 серпня 2017 у Wayback Machine.]
- Bury L. Décès du baryton-basse Wassyl Slipak / Laurent Bury // Forumopera.com. — 2016. — le 30 juin. [Архівовано 13 червня 2018 у Wayback Machine.]
- Le baryton-basse Wassyl Slipak tué sur le front en Ukraine // Olyrix. — 2016. — le 30 juin. [Архівовано 19 липня 2019 у Wayback Machine.]
- Tué dans le Donbass, il était venu chanter à Penhoët // Ouest-france. — 2016. — le 30 juin. [Архівовано 29 серпня 2017 у Wayback Machine.]
- Wassyl Slipak, le talent immolé dans une guerre oubliée // Inform Napalm. — 2016. — le 30 juin.
- Le baryton-basse Wassyl Slipak tué sur le front en Ukraine // France Musique. — 2016. — le 30 juin. [Архівовано 3 серпня 2020 у Wayback Machine.]
- Par Philippe de Lara. Wassyl Slipak, chanteur d'Opéra parti combattre en Ukraine, est décédé / Stop Fake.org. — 2016. — le 30 juin. [Архівовано 24 листопада 2020 у Wayback Machine.]
- Wassyl Slipak, le chanteur d'opéra qui combattait la Russie sur le front ukrainien // L'Obs. — 2016. — le 01 juillet. [Архівовано 3 вересня 2017 у Wayback Machine.]
- Chesanovska А. Un chanteur d'opéra tué par un sniper dans l'est de l'Ukraine devient un symbole de la résistance ukrainienne / Anna Jaillard Chesanovska // Le Huffington Post. — 2016. — le 13 juillet. [Архівовано 22 вересня 2020 у Wayback Machine.]
- Nexon M. Russie-Ukraine: le dernier opéra de Wassyl Slipak / Marc Nexon // Le Point. — 2016. — le 8 septembre. [Архівовано 27 жовтня 2020 у Wayback Machine.]
- Concert en faveur des orphelins en pays de guerre au sein de l’église // Le Progrès. — 2016. — le 18 octobre. [Архівовано 28 лютого 2017 у Wayback Machine.]
- Massabuau R. Um opera de Mozart a Verdi, ce dimanche / Roland Massabuau // Midi Libre. — 2016. — le 10 novembre.[5]
- Garons Wassyl Slipak chantait pour un monde meilleur // Midi Libre. — 2016. 14.p;— le 16 décembre.[6]

## Періодика інших європейських країн
- Szwarcman D. Kraków i reszta świata //Ruch Muzyczny. — 1996. nr 14, s. 16-17.
- Czapliński L. Panorama muzyki środkowoeuropejskiej // Wiadomości Kulturalne. — 1996. 14.07. nr 28, s. 17.
- Soopan I. Separatistide snaiper tappis eile Ukrainas maailmakuulsa ooperilaulja Wassyl Slipaki / Ivar Soopan // LäOnlane.— 2016. — 30.juuni (ест.)
- Lelőtték a szegedi operafesztivál egykori győztesét — galériával // Delmagyar.hu. — 2016. — 29.06. [Архівовано 8 вересня 2016 у Wayback Machine.](угор.)
- El barítono Wassyl Slipak fallece en el frente de combate entre Ucrania y Rusia // Platea Magazine. — 2016. — 30 Junio. [Архівовано 29 серпня 2017 у Wayback Machine.](ісп.)
- Soopan I. Separatistide snaiper tappis eile Ukrainas maailmakuulsa ooperilaulja Wassyl Slipaki / Ivar Soopan // Laanlane. — 2016. — 30. juuni.(ест.)
- Cantor de ópera ucraniano morto por franco-atirador militante na Donbass (atualizado) // Imparcialidades. — 2016. — 1 de julho. [Архівовано 31 жовтня 2017 у Wayback Machine.](порт.)
- Sita. Vasyľ Slipak bol zabitý na frontovej línii v radoch bojovníkov Pravého sektora // Webnoviny.sk. — 2016. — 29. júna. [Архівовано 16 вересня 2016 у Wayback Machine.](словац.)
- Na Ukrajine zabili svetoznámeho operného speváka: Vzdal sa kariéry a išiel bojovať proti Rusom! // Pluska. — 2016. — 29. júna. [Архівовано 7 жовтня 2018 у Wayback Machine.](словац.)
- Operný spevák padol v boji na východe Ukrajiny, bol v hnutí Pravý sektor // HnOnline.sk. — 2016. — 29. júna. [Архівовано 10 вересня 2017 у Wayback Machine.](словац.)
- V Donbase zahynul svetoznámy operný spevák // TA 3. — 2016. — 29. júna.Zahraničie [Архівовано 3 грудня 2017 у Wayback Machine.](словац.)
- V Donbase zabili svetoznámeho operného speváka Vasyľa Slipaka // Parlamentne listy. — 2016. — 29. júna. [Архівовано 17 вересня 2017 у Wayback Machine.](словац.)
- V Donbase zabili operného speváka Vasyľa Slipaka // Teraz. — 2016. — 29. júna. [Архівовано 5 вересня 2017 у Wayback Machine.](словац.)
- Na Donbasu zabit operní pěvec, válčil jako dobrovolník // Tyden.cz. — 2016. — 29. června. [Архівовано 30 грудня 2017 у Wayback Machine.](чеськ.)
- V bojích na východě Ukrajiny padl operní pěvec, válčil za Pravý sektor // Idnes.cz./Zpravy. — 2016. — 29. června. [Архівовано 10 вересня 2017 у Wayback Machine.](чеськ.)
- Snajper DNR s prezývkou «Námorníček» zlikvidoval ukrajinského operného speváka Pravoseka Vasilija Slipaka // Seznam novinek. — 2016. — 02.07. [Архівовано 19 вересня 2016 у Wayback Machine.](чеськ.)
- Slavný operní pěvec zemřel v boji na Ukrajině. Válčil jako dobrovolník // Blesk.cz.Zpravy. — 2016. — 29. června. [Архівовано 31 жовтня 2017 у Wayback Machine.](чеськ.)
- V Donbasu byl zabit operní pěvec. Válčil jako dobrovolník Pravého sektoru // EuroZpravy.cz. — 2016. — 29. června. [Архівовано 25 жовтня 2017 у Wayback Machine.](чеськ.)
- Operní pěvec padl na východě Ukrajiny, přihlásil se jako dobrovolník // Globe.24.cz. — 2016. — 29. června. [Архівовано 30 серпня 2017 у Wayback Machine.](чеськ.)
- Další oběť války na Ukrajině: Slavný ukrajinský operní pěvec // Reflex. — 2016. — 29. června. [Архівовано 14 травня 2021 у Wayback Machine.](чеськ.)
- Тодорова T. Оперен певец убит на фронта в Източна Украйна / Таня Тодорова // Днес. — 2016. — 29 юни. [Архівовано 12 вересня 2017 у Wayback Machine.](болг.)
- Убит оперен певец ще става герой на Украйна // Блиц. — 2016. — 30 юни. [Архівовано 16 вересня 2016 у Wayback Machine.](болг.)
- Славейков П. Баритон от Парижката опера убит във войната в Донбас / Площад Славейков // Клуб Z. — 2016. — 03.08. [Архівовано 29 серпня 2017 у Wayback Machine.]  [Архівовано 25 вересня 2020 у Wayback Machine.](болг.)
- Ukrainalaislaulaja kuoli sodassa Itä-Ukrainassa // Iltalehti. — 2016. — 29.06. [Архівовано 11 вересня 2017 у Wayback Machine.](фін.)
- Opernsänger und Freiwilligenkämpfer Wassil Slipak erschossen // Neue Zürcher Zeitung. — 2016. — 29.06. [Архівовано 10 жовтня 2016 у Wayback Machine.](нім.)
- Sommerbauer J. Ostukraine: Wenn Einfrieren die attraktivste Lösung ist / Jutta Sommerbauer // Die Presse. — 2016. — 01.07. [Архівовано 16 вересня 2016 у Wayback Machine.](нім.)
- Ukrainischer Opernsänger im umkämpften Osten des Landes getötet // Die Welt. — 2016. — 29.06. [Архівовано 19 вересня 2016 у Wayback Machine.](нім.)
- Ucraina: ucciso al fronte baritono nazionalista Wassyl Slipak // La Repubblica. — 2016. — 29 giugno. [Архівовано 7 жовтня 2016 у Wayback Machine.](італ.)
- Ucraina, ucciso da un cecchino il baritono dell'opera di Parigi Vasyl Slipak // Tiscali. — 2016. — 29 giugno. [Архівовано 21 жовтня 2017 у Wayback Machine.](італ.)
- Ucraina: ucciso al fronte baritono nazionalista Wassyl Slipak // Il Foglio. — 2016. — 29 giugno.(італ.)
- Ucciso al fronte il baritono Slipak // la Nuova di Venezia. — 2016. — 30 giugno. [Архівовано 28 серпня 2017 у Wayback Machine.](італ.)
- Ukraina: na froncie zginął śpiewak operowy // Wiadomosci. — 2016. — 29 czerwiec.(пол.)
- Andrusieczko P. Ukraiński baryton zginął na froncie w Donbasie / Piotr Andrusieczko // Wyborcza. — 2016. — 29 czerwiec. [Архівовано 23 жовтня 2017 у Wayback Machine.](пол.)
- Solista opery paryskiej zginął na froncie pod Ługańskiem // Tvp.Info. — 2016. — 29 czerwiec. [Архівовано 27 жовтня 2020 у Wayback Machine.](пол.)
- Ukraiński śpiewak operowy Wasyl Slipak zastrzelony przez snajpera // Wiadomosci. — 2016. — 29 czerwiec. [Архівовано 9 вересня 2017 у Wayback Machine.](пол.)
- Ukraiński śpiewak operowy zginął na froncie w Zagłębiu Donieckim // Wiadomosci. — 2016. — 29 czerwiec.(пол.)
- Śpiewak paryskiej opery zginął w Donbasie // Rp.Pl. — 2016. — 29 czerwiec. [Архівовано 26 листопада 2020 у Wayback Machine.](пол.)
- W strefie ATO zginął solista Opery Paryskiej // Wschodnik. — 2016. — 30 czerwiec.(пол.)
- Ukrain opera aýdymçysy öldürildi // Azatlyk Radiosy. — 2016. — 29 Iýun. [Архівовано 12 серпня 2020 у Wayback Machine.](тур.)
- Славуты ўкраінскі оперны спявак Васіль Сліпак загінуў у Данбасе // Наша Ніва. — 2016. — 29 чэрвеня.  [Архівовано 21 січня 2021 у Wayback Machine.](біл.)
- У Данбасе загінуў саліст Парыжскай оперы Васіль Сліпак // Хартыя'97. — 2016. — 29 чэрвеня. [Архівовано 7 травня 2020 у Wayback Machine.](біл.)
- Ільіна Н. Голас вайны / Наста Ільіна // Brestspring. — 2016. — 29 чэрвеня.(біл.)
- На Данбасе ад кулі снайпера загінуў оперны спявак // Belsat.tv. — 2016. — 29 чэрвеня. [Архівовано 29 серпня 2017 у Wayback Machine.](біл.)
- Kelet-ukrajnai konfliktus: önkéntesként esett el az ukrán operasztár // Mandiner. — 2016. — 29 június. [Архівовано 11 липня 2018 у Wayback Machine.](угор.)
- Navia J. La canción trágica de Wassyl Slipak / Javier Navia // LA NACION. — 2016. — le 24 julio. [Архівовано 4 вересня 2017 у Wayback Machine.](ісп.)
- Exageraciones y milagros // El Mundo. — 2016. — 16 de julio. [Архівовано 29 серпня 2017 у Wayback Machine.](ісп.)

## Періодика США
- Andrew E. Kramer. Wassyl Slipak, Who Left Paris Opera for Ukraine War, Dies at 41 // The New York Times. — 2016. — June 30. [Архівовано 4 квітня 2019 у Wayback Machine.](англ.)
- Famous Ukrainian opera singer Vasyl Slipak killed by sniper in eastern Ukraine // The Washington Post. — 2016. — July 1. [Архівовано 6 жовтня 2020 у Wayback Machine.](англ.)
- Hodge N. Ukraine Frets Over Future With EU / By Nathan Hodge // The Wall Street Journal, WSJ. — 2016. — July 4. — C.4. [Архівовано 9 листопада 2017 у Wayback Machine.](англ.)
- Ukrainian opera singer killed while fighting in eastern Ukraine // The Ukrainian Weekly. — 2016. — July 8. [Архівовано 21 вересня 2017 у Wayback Machine.](англ.) [Архівовано 17 листопада 2021 у Wayback Machine.](англ.)
- Осадца М. В бою під Донецьком загинув соліст Василь Сліпак / Марта Осадца // СВОБОДА (SVOBODA Founded in 1893 in Jersey City, NJ Published by the Ukrainian National Association). — 2016. — July 8. — Число 28. [Архівовано 17 листопада 2021 у Wayback Machine.]
- Пігут С. Сяє зірка св. п. Василя Сліпака / Славко Пігут // Свобода. — 2017. — 17 лютого. — Число 7. С.7. [Архівовано 17 листопада 2021 у Wayback Machine.]

## Періодика Канади
- Ukrainian opera singer Vasyl Slipak killed by sniper // Toronto Star. — 2016. — July 2. [Архівовано 2 травня 2019 у Wayback Machine.](англ.)
- Kish V. The View from Here: Man, Myth and Hero / Volodymyr Kish // The New Pathway Ukrainian News. — 2018. — Mar 13. [Архівовано 16 червня 2018 у Wayback Machine.](англ.)
- Levytsky M. Slipak Dudaryk Photo Surfaces After Edmonton Screening / Marco Levytsky // The New Pathway Ukrainian News. — 2018. — Apr 6. [Архівовано 18 вересня 2020 у Wayback Machine.](англ.)

## Аргентина, Бразилія, Індонезія, Республіка Сінгапур, Алжир, Держа́ва Ка́тар
- Javier Navia La canción trágica de Wassyl Slipak // LA NACION. — 2016. — 24 de julio. [Архівовано 4 вересня 2017 у Wayback Machine.](ісп.)
- 1.A canção trágica Wassyl Slipak // O Lavrador. — 2016. — 24. julho. N.o 498 (3942). S.9 Perdas da guerra … [Архівовано 25 вересня 2020 у Wayback Machine.](ісп.)
- Yulianingsih T. Akhir Tragis Penyanyi Opera Ternama Ukraina oleh Penembak Jitu / Tanti Yulianingsih // Liputan6. — 2016. — 03. Jul. [Архівовано 16 вересня 2016 у Wayback Machine.](індонез.)
- Ukraine opera singer killed in separatist east // The Straits Times. — 2016. — JUN 29. [Архівовано 1 березня 2022 у Wayback Machine.](ісп.)
- Le baryton-basse Wassyl Slipak tue sur le front en Ukraine // Jeunesse d'Algérie. — 2016. — 30 juin.- С.10.(фр.)
- Ukraine opera singer killed in separatist east // Gulf Times. — 2016. — June 30. Page 20. [Архівовано 9 січня 2017 у Wayback Machine.](англ.)

## Азербайджан
- Cəfərova N. Məşhur opera müğənnisini qətlə yetirdilər / Nabat Cəfərova // Anspress. — 2016. — 29 İyun.(азерб.)

## Російська Федерація
Anton А. Rovner CONTEMPORARY MUSIC IN ODESSA: THE FESTIVAL «TWO DAYS AND TWO NIGHTS OF NEW MUSIC» IN APRIL 2017 // Проблемы музыкальной науки (Problemy Muzykal'noj Nauki) / Music Scholarship. — 2017. — № 2.(англ.) [Архівовано 3 жовтня 2017 у Wayback Machine.]